# 上林茨
上林茨是奥地利蒂罗尔州利恩茨县的一个市镇。总面积33.8平方公里，总人口1448人，人口密度42.8人/平方公里（2005年）。